# نابودگر ۲: روز داوری (پین‌بال)

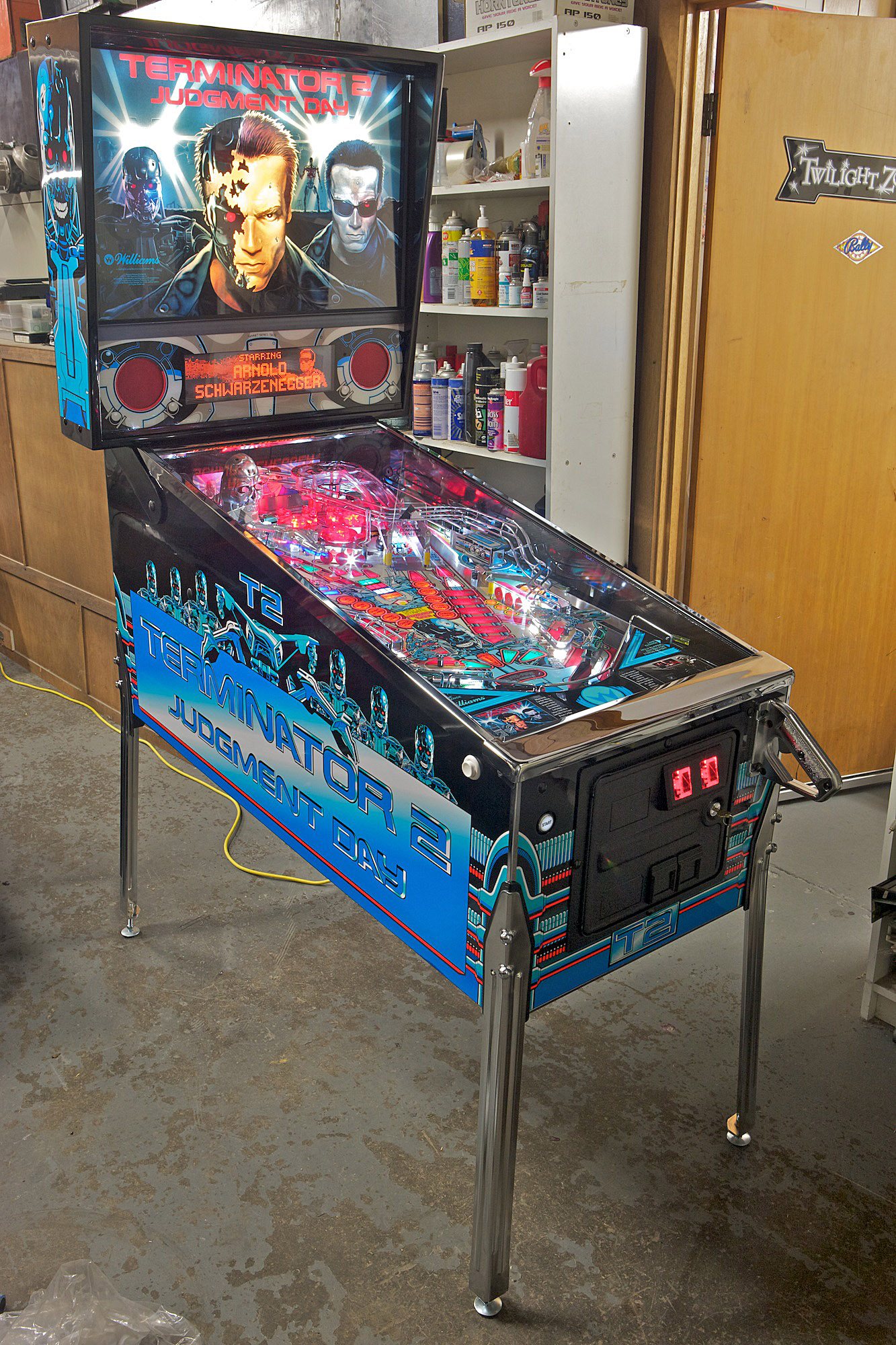
دستگاه پین‌بال سفارشی ترمیناتور ۲ بازسازی شده

نابودگر ۲: روز داوری یک ماشین پین‌بال ساخته شده در سال ۱۹۹۱ است که توسط استیو ریچی طراحی و توسط ویلیامز الکترونیک منتشر شد. این دستگاه پین‌بال بر اساس فیلمی به همین نام ساخته شده‌است.

## بررسی اجمالی
این بازی اولین ماشین‌ پین‌بال شرکت ویلیامز است که برای نمایشگر ماتریس نقطه ای طراحی شده‌است. اما به دلیل طولانی بودن فاز طراحی، دستگاه پین‌بال جزیره گیلیگان اولین نمونه ای است که با نمایشگر ماتریس نقطه ای ساخته شده‌است. نابودگر ۲: روز داوری اولین بازی است که دارای یک پلانجر خودکار (جایگزین پیستون سنتی) و همچنین یک پرتاب توپ (با نام "Gun Grip Ball Launcher") است. در نهایت، این بازی اولین بازی است که دارای حالت ویدئویی است، یک بازی ویدئویی کوچک که بر روی نمایشگر ارائه شده‌است. آرنولد شوارتزنگر بازی را صدا گذاری کرده. برخی از عناصر طراحی زمین بازی بر اساس پین‌بال کلاسیک ریچی Firepower در سال ۱۹۸۰، بود. تی-۱۰۰۰ روی صفحه این بازی نیست، به استثنای تصویر کوچکی از رابرت پاتریک (بازیگر شخصیت تی-۱۰۰۰) به دلیل مخفی بودن قبل از انتشارفیلم. این کاراکتر فقط در انیمیشن‌های دستگاه نمایش داده می‌شود زیرا زمانی که برنامه‌نویسی نمایشگر بازی در حال نهایی شدن بود، شخصیت فلز مایع قبلاً برای عموم شناخته شده بود.
به ازای هر توپ اضافی که پس از ضربه زدن به حداکثر توپ اضافی داده می‌شود، امتیازی داده می‌شود.

## بازخورد
Sinclair User به این بازی پین‌بال ۹۱ درصد امتیاز داد.

## میراث
Terminator 3: Rise of the Machines from Stern محصول ۲۰۰۳ طراحی و جدول قوانین بسیار مشابهی دارد.
نابودگر ۲: روز داوری قبلاً به‌عنوان دستگاه مجاز The Pinball Arcade برای هر پلتفرمی تا ۳۰ ژوئن ۲۰۱۸ به دلیل انقضای مجوز WMS در دسترس بود و باعث شد این دستگاه از هر فروشگاه دیجیتالی ناپدید شود.